# Lycosa ringens
Lycosa ringens este o specie de păianjeni din genul Lycosa, familia Lycosidae, descrisă de Tongiorgi, 1977. Conform Catalogue of Life specia Lycosa ringens nu are subspecii cunoscute.